# Canale Stockalper

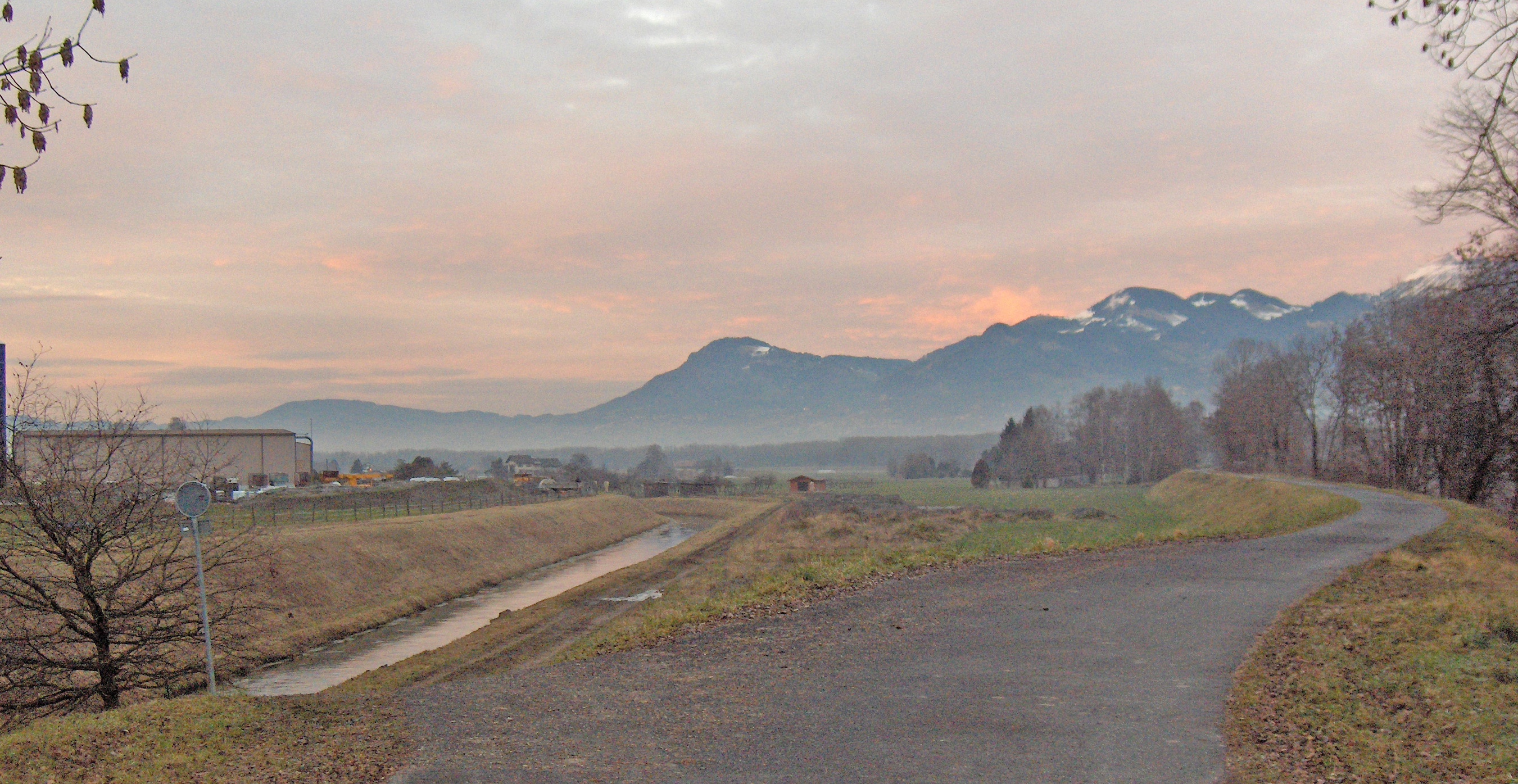
Vista (verso sud) sul canale Stockalper dalla stazione ferroviaria di Les Evouettes (sullo sfondo sono le alture di Chavalon).

Il canale Stockalper unisce nel canton Vallese (Svizzera) Collombey-Muraz al lago di Ginevra ed è lungo 14,0 km.
Scorre di fianco al fiume Rodano, in un tratto pericoloso alla navigazione a causa del fondale basso e della forte corrente.

## Storia
La costruzione di un canale navigabile di 8.2 km tra Collombey-Muraz e il Vouvry (la navigazione dal Lemano avveniva appunto fino a Vouvry senza problemi, ma poi da qui fino a Saint-Maurice si rivelava pericolosa) fu proposta dal barone Kaspar Jodok von Stockalper già dal 20 novembre 1648 per rendere meno oneroso il trasporto del sale (avrebbe ridotto il costo di un terzo).  Fu di fatto lui a farlo costruire tra il
10 giugno  1651
e il
14 giugno  1659
(a partire dal Natale 1647 la Dieta gli aveva assegnato la carica di maître du sel per il Vallese, che comportava il completo monopolio del sale nella regione e il canale, sfruttando le acque di drenaggio della piana acquitrinosa, agevolava quindi i suoi commerci privati di sale).
Il sale rappresentava un elemento strategico nei traffici del barone e al contempo gli serviva come mezzo di persuasione politica: l'Alto Vallese era approvvigionato dall'Italia attraverso il passo del Sempione mediante la Stockalperweg, mentre il Basso Vallese riceveva il sale da Francia e Spagna, dove il barone pure aveva aperto svariate attività.
Il canale, di proprietà privata del barone, venne però abbandonato 20 anni dopo la sua costruzione, in concomitanza con l'esilio del barone in Italia negli anni 1679-1684 (ricchezza e successo gli avevano attirato numerose inimicizie che si erano poi concretizzate in false accuse di alto tradimento sfociate in una condanna a morte da parte della Dieta) e la conseguente perdita dei privilegi e, de facto, anche del monopolio del commercio del sale.
Verso il 1842, il notaio Hippolyte Pignat, sindaco di Vouvry e consigliere di stato, ottenne dallo stesso Consiglio di Stato il permesso di riaprire il canale da Collombey-Muraz a Vouvry e di continuarlo fino a Bouveret (frazione di Port-Valais), per raggiungere il Lemano. Lo scopo era duplice: bonificare i terreni acquitrinosi della piana del Rodano e trasportare a valle il legname. L'unico comune contrario alla prosecuzione del canale fu quello di Port-Valais, per cui Vouvry si accollò lo scavo dalle pendici del cono detritico dell'Avençome (in località Barbecheux) fino alla stazione ferroviaria cittadina, mentre Collombey-Muraz restaurò il restante tratto di 6 km a monte. Nel 1879, al completamento dei lavori, accorgendosi dell'influsso benefico del canale, anche Port-Valais tolse il proprio veto e il canale Stockalper venne così prolungato fino al Lemano, raggiungendo gli attuali 14 km di estensione.
L'11 e il 30 luglio 1902, a seguito di forti precipitazioni sul Vallese, il Rodano ruppe gli argini a Illarsaz e inondò l'80% del territorio di Vouvry, colmando di limo e detriti il canale Stockalper, che dovette quindi essere svuotato dai sedimenti e riattivato.
Intorno al 1920, per migliorare le opere di bonifica compiute nei due secoli precedenti (oltre al canale in questione era poi stata scavata tutta una serie di fossi per raccogliere le acque meteoriche e sorgive della piana del Rodano che rendevano acquitrinose l'80% delle terre), i comuni attraversati dal canale Stockalper avevano dimostrato interesse ad un allargamento di tale canale, anche al fine di farne una via di navigazione utilizzabile contemporaneamente in entrambi i sensi.  Ma dopo studi approfonditi ci si era dovuto accontentare di effettuare dei semplici lavori di ristrutturazione al solo scopo di ripristinare il deflusso delle acque. Resta un cippo,  a Vionnaz, a ricordo dei lavori di ripristino degli anni 1934-1937.

## Percorso
Il canale Stockalper inizia nel centro della cittadina di Collombey, in frazione Muraz, al crocevia tra Route des Brèches e Route de Collombey-le-Grand. Sfiora la frazione Pré Géroux e il comune di Vionnaz, passando poi dal comune di Vouvry, dalla frazione Les Evouettes e, giunto nel comune di Port-Valais, si getta nel Lemano presso la frazione Bouveret, sfiorando prima a occidente un'ampia zona acquitrinosa chiamata Petite Camargue (ora in parte bonificata e resa laghetto per il quartiere residenziale che è sorto sulle sue sponde).

Il canale è in parte ancora costeggiato da una strada alzaia sterrata (che prende via via il nome di Chemin de Stockalper, Route Stockalper, Chemin des Pécheurs, Chaussée du Canal, Route de la Plage), tuttora in buone condizioni.
Il percorso del canale Stockalper

è stato seguito in epoca successiva dal tracciato ferroviario, che corre a pochi metri di distanza, in quanto risulta essere il percorso più logico in termini di dislivelli progressivi digradanti tra le varie località attraversate della sinistra orografica della valle del Rodano.

## Curiosità
L'ultimo mezzo chilometro del canale Stockalper è attrezzato a porto canale e offre ormeggio alle imbarcazioni da diporto che navigano sul Lemano.